# Räddningsstation Hovås
Räddningsstation Hovås är en av Sjöräddningssällskapets räddningsstationer vid fritidsbåtshamnen i Hovås i södra Göteborg. Den inrättades 1983 och har idag 25 aktivt frivilliga sjöräddare. 
Hovås första räddningsbåt 1983 var den före detta lotsbåten Alice Olsson, byggd 1949. Året därpå fick stationen också av Stena Offshore den 8,1 meter öppna räddningsbåten Pernilla med uppblåsbar fender runt om och vattenjetdrift, nu på Räddningsstation Falkenberg. Eftersom den var för långsamgående, byggdes den om med ny motor och propellerdrift. Sten A. Olsson donerade 1987 den 10,3 meter långa täckta räddningsbåten Gustaf Olsson av Eskortenklass med dubbla motorer, vilken ersatte Alice Olsson. Gustaf Olsson överflyttades från Hovås 1998 och fanns senare på Räddningsstation Karlsborg.
Under åren 1992-1997 tjänstgjorde den isklassade räddningskryssaren Hjalmar A:son Tech i Hovås, och kom då dit från Räddningsstation Bua, där den varit 1988-92. Denna var omkring 18 meter lång, omkring 5 meter bred och hade en fart på 13 knop och såldes till Tønsberg i Norge som hamnbåt. Ersättare var 1998 Rescue P.O. Hansson av Victoriaklass, som donerades av AB Hanson & Möhring. Rescue P.O. Hansson överfördes 2008 till Räddningsstation Grötvik och ersattes då av den nybyggda systerbåten Rescue Hans Laurin.
Den öppna före detta  man-över-bordbåten Rescue Mignon Wallenius var en donation av Walleniusrederierna 2005, vilken sommartid baserades i hamnen i Malevik för uppdrag utanför Särö. Den överflyttades 2008 till Räddningsstation Kronoberg och fanns senare på Räddningsstation Sundsvall.

## Räddningsfarkoster
- Rescue Josephine, ett 11.8 meter långt, täckt räddningsfartyg av Victoriaklass, byggt 2021
- 8-17 Rescue Livbojen Göteborg, en 8,4 meter lång, öppen räddningsbåt av Gunnel Larssonklass, byggd 2006 och donerad samma år av Sällskapet Livbojen i Göteborg
- 3-20 Rescuerunner Herbert, på stationen från 2007, senare på Räddningsstation Grötvik

## Tidigare räddningsfarkoster
- 12-25 Rescue Hans Laurin, ett 11.8 meter långt, täckt räddningsfartyg av Victoriaklass, byggd 2008, senare på Räddningsstation Grötvik